# Chamadelle
Chamadelle is een gemeente in het Franse departement Gironde (regio Nouvelle-Aquitaine) en telt 610 inwoners (2005). De plaats maakt deel uit van het arrondissement Libourne.

## Geografie
De oppervlakte van Chamadelle bedraagt 15,2 km², de bevolkingsdichtheid is 40,1 inwoners per km².
De Goulor, zijrivier van de Dronne vormt de noordoostgrens van de gemeente, die tevens departmentsgrens is.
De onderstaande kaart toont de ligging van Chamadelle met de belangrijkste infrastructuur en aangrenzende gemeenten.

## Demografie
Onderstaande figuur toont het verloop van het inwonertal (bron: INSEE-tellingen).